# ゆっこ学園ぎふらー部
『ゆっこ学園ぎふらー部』（ゆっこがくえんぎふらーぶ）は、岐阜放送ラジオで放送されているラジオ番組。
岐阜県のご当地タレント、やながせゆっこがラジオパーソナリティを務める。2019年1月14日から『ゆっこ学園COCOの春休み』に、同年10月9日からは『ゆっこ学園 月曜なのに金パーソン』にそれぞれ番組名を改めた。その後、2024年4月1日から『T.W.R presents ゆっこ学園 Tell me tours ～輝光との旅～』として再改名し、現在に至る。

## 概要
ゆっこ学園ぎふらー部
岐阜を愛する、柳ケ瀬商店街のマスコットガール・やながせゆっこと、上方落語家の桂三幸、そして名古屋・錦の居酒屋雷神が、岐阜県のことをもっともっと知っていこう!というバラエティ番組。
番組後半では、ご当地タレントでモデルの塚本明里が、ゆっことガールズトークを展開する。塚本が思いついたことや気になることをゆっことトークし、最後にイベントの告知をしていた。
投稿が紹介された者には、雷神の黄金のひとくち餃子が郵送されていた。
ゆっこ学園COCOの春休み
岐阜のことをもっともっと知っていこう!という教育バラエティ番組。特に「学園」に照準を当てる。
番組名の「COCO」は「2CO（にしお）」を意味し、かねてからゆっこや鬼マネと交友関係にあった東山彩が代表を務める「COCOプロジェクト」から採られた。そのため、COCOプロジェクトによる西尾の抹茶応援ソングがオープニング・エンディングに使われている。なお、ゆっこと東山彩のラジオ共演は2度目である。
番組内での設定は、やながせは地域学の新米教師「やながせゆっこ」、松山春休みは「せんべい屋のおっちゃん」、東山は「生徒さんの親で、大学で講師をする、ゆっこの先輩」となっている。
メッセージは、番組宛てのメールで受け付けていた。またはSNSなどで「#ゆっここ」を付けて発信すると、番組の全体構成・キャスティング等を担当する東山が逐一反応し、リクエスト等に対応していた。
ゆっこ学園 月曜なのに金パーソン!
番組前半は「金パーソン=岐阜でキラキラとしている人」を発掘すべく、毎週、ゲストをリモート等で繋ぎ、ゆっこと塚本とでトークを展開する。トークの最後に、ゲストを金パーソンとして認定する（プレゼントなどは無い）。その後はゲストのリクエスト曲を紹介することもあれば、しない場合もある。
後半はスポンサーである岐阜清流病院のお知らせを紹介する。投稿があれば番組の最後に紹介される。
T.W.R presents ゆっこ学園 Tell me tours 〜輝光との旅〜
坂口捺染の社長・坂口輝光と、ゆっこが毎回、様々なプロフェッショナルな人物をゲストに、経歴などについてのフリートークを展開する。番組名の「T.W.R」とは、坂口が取り組んでいる活動プロジェクトの名前である。
不定期コーナー『輝光さんのお悩み解決コーナー』では、坂口がゲストからの悩みに、真摯にアドバイスする。
ハッシュタグは「#ゆっこ学園」。番組へのメッセージはメール・郵送で受け付けている。

### コーナー
ゆっこと春休みのふれあい学習
やながせと松山のフリートークが多い。季節ごとや「岐阜」の話題を交えつつ、トークに合った曲などを紹介している。
このコーナーの選曲は主に松山が担う。
一般の学生のゲスト
お題にあわせて、学生と呼ばれるゲストとトークする。ゲストがいない場合は「ふれあい学習」の第2部。
東山彩のモンペ日記・東山彩の教職の時間
2つのコーナーのどちらかがオンエアされる。東山の教え子である本物の一般学生などのゲストが出演することもある。
西尾浩司先生の音楽の時間・ふゎりぃ先生の保健の時間・西尾くんの放課後
COCOプロジェクトのメンバーが準レギュラーとして、月替わりで担当する。各担当者の得意分野から曲などの紹介。特に西尾浩司は西城秀樹のファンであるため、その話題が多い。
西尾くんは西尾市の非公式ゆるキャラであるが、「やなな」を模しているため、柳ケ瀬を聖地としてあがめている。